# シュヴァイツァー・ヒットパラーデ
シュヴァイツァー・ヒットパラーデ（独: Schweizer Hitparade）は、スイスで最もよく使われる音楽売上チャート。このチャートは様々なジャンルについて、スイスで最も売れたシングルとアルバムを集計している。
次のようなチャートがある。
- Singles Top 75 （1968年から）
- Albums Top 100 （1983年から）
- Compilations Top 25
- Airplay Top 30

2010年から Media Control は、スイスのフランス語圏であるロマンド地方でのシングルおよびアルバムの売上チャートを開始した。
- Romandie Singles Top 20
- Romandie Albums Top 50

週間チャートは日曜日に公開される。